# ガランタ駅
ガランタ駅（ガランタえき）は、スロバキア共和国トルナヴァ県ガランタ郡ガランタ町にあるスロバキア国鉄130号線と133号線の駅である。

## 駅構造

### ホーム[1]
6面6線の地上駅。駅舎は線路の北に位置し、駅舎側に1面、および各線路間にホーム5面がある。
| のりば | 路線    | 方向   | 行先 | 備考                                      |
| ------ | ------- | ------ | --- | ----------------------------------------- |
| 1      | 未使用  | 未使用 | 未使用 | 未使用                                    |
| 2      | 133号線 | 北方向 | トルナヴァ方面、トルナヴァ経由ブラチスラヴァ方面                                                           | 普通                                      |
| 2      | 130号線 | 西方向 | ブラチスラヴァ方面                                                                                         | 普通（平日の一日1本のみ。特急待避に使用） |
| 3      | 130号線 | 西方向 | ブラチスラヴァ方面                                                                                         | 普通（始発の片道1本のみ）                 |
| 3      | 130号線 | 東方向 | ノヴェー・ザームキ、シトゥーロヴォ、コマールノ方面                                                         | 普通（始発列車）                          |
| 4      | 130号線 | 西方向 | ブラチスラヴァ、クーティ方面                                                                               | 特急、快速、普通（大部分）                |
| 5      | 130号線 | 東方向 | バンスカー・ビストリツァ、コシツェ、プレショフ、キエフ、ノヴェー・ザームキ、シトゥーロヴォ、コマールノ方面 | 特急、快速、普通（大部分）                |
| 6      | 未使用  | 未使用 | 未使用 | 未使用                                    |

### ダイヤ
通常は、2番線が133号線トルナヴァ方面、4番線が130号線ブラチスラヴァ方面、5番線が130号線バンスカー・ビストリツァ方面の発車ホームとなっている。
130号線は、特急が2時間に1本、普通が1時間に1本（休日は2時間に1本）発車する。133号線は1-2時間に1本発車する。

## 隣の駅
スロバキア国鉄
130号線
特急「リーフリク」、「区間リフリーク」
シャリャ駅 - ガランタ駅 - ブラチスラヴァ・ヴィノフラディ駅
快速「レギオナルエクスプレス」
シャリャ駅 - ガランタ駅 - スラードコヴィチョヴォ駅
普通
トポリニツァ駅 - ガランタ駅 - スラードコヴィチョヴォ駅
133号線
普通
ガランタ駅 - ガーニ駅

## その他
1885年から1892年まで、作曲家コダーイ・ゾルターンの父、コダーイ・フリジェシュが駅長を務めていた。当時幼少であったコダーイ・ゾルターンもガランタに住んでおり、これが後に彼の代表作の一つ、ガランタ舞曲に繋がっている。